# Tineobius ambatomangae
Tineobius ambatomangae is een vliesvleugelig insect uit de familie Eupelmidae. De wetenschappelijke naam is voor het eerst geldig gepubliceerd in 1958 door Risbec.